# جانيس وو
جانيس وو (بالصينية: 吴倩) هي ممثلة صينية، ولدت في 26 سبتمبر 1992 بايتشو في الصين.

## وصلات خارجية
- جانيس وو على موقع IMDb (الإنجليزية)
- جانيس وو على موقع قاعدة بيانات الفيلم (الإنجليزية)